# Vela Blagoeva
Vela Blagoeva, född 1858, död 1921, var en bulgarisk feminist. Hon var en av grundarna till Bulgariska Kvinnounionen (1901).